# Apalacris
Apalacris es un género de  saltamontes perteneciente a la subfamilia Catantopinae de la familia Acrididae. Este género se encuentra en India, Indochina y Malasia.

## Especies
Las siguientes especies pertenecen al género Apalacris:
- Apalacris annulipes (Bolívar, 1890)
- Apalacris antennata Liang, 1988
- Apalacris celebensis (Willemse, 1936)
- Apalacris cingulatipes (Bolívar, 1898)
- Apalacris contracta (Walker, 1870)
- Apalacris cyanoptera (Stål, 1877)
- Apalacris dupanglingensis Zheng & Fu, 2005
- Apalacris eminifronta Niu & Zheng, 2016
- Apalacris gracilis Willemse, 1936
- Apalacris incompleta Willemse, 1936
- Apalacris maculifemura (Lin & Zheng, 2014)
- Apalacris monticola (Miller, 1932)
- Apalacris nigrogeniculata Bi, 1984
- Apalacris pendleburyi (Miller, 1932)
- Apalacris splendens (Willemse, 1930)
- Apalacris tonkinensis Ramme, 1941
- Apalacris varicornis Walker, 1870
- Apalacris viridis Huang & Xia, 1984
- Apalacris xizangensis Bi, 1984